# Купчак, Владимир Романович
Владимир Романович Купчак (укр. Володимир Романович Купчак; род. 7 апреля 1978, Ивано-Франковск, УССР, СССР) — украинский политический деятель. Народный депутат Украины (внефракционный).

## Образование
1993—1995 — Физико-математический лицей Ивано-Франковского национального технического университета нефти и газа;
1995—2000 — Ивано-Франковский государственный технический университет нефти и газа по специальности магистр экономики нефти и газа;
2008—2010 — Ивано-Франковский национальный технический университет нефти и газа по специальности инженер трубопроводного транспорта;
В 2007 году окончил аспирантуру при Прикарпатском национальном университете имени Василия Стефаника по специальности «Демография, экономика труда, социальная и экономическая политика»
В 2011 году защитил кандидатскую диссертацию по экономике нефтегазовой отрасли «Формирование тарифов на услуги газораспределительных предприятий». Кандидат экономических наук.
В 2016 году защитил докторскую диссертацию на тему: «Стратегия управления энергосбережением».
Автор 7 изобретений и патентов в энергетике и промышленности, более 40 научных статей, двух монографий.
Доктор экономических наук.
Свободно владеет английским, польским и русским языками.

## Карьера
За время обучения в университете возглавлял студенческое движение «Форум украинских студентов».
- 2000—2001 — ассистент, Ивано-Франковский национальный технический университет нефти и газа;
- 2000—2011 — доцент Национального технического университета нефти и газа.
- 2002—2014 — ассистент, старший преподаватель, заместитель декана экономического факультета, доцент, Прикарпатский национальный университет имени Василия Стефаника;
- 2006—2007 — руководитель Департамента внешних связей Ивано-Франковской областной государственной администрации.
- 2007 — финансовый директор региональной газоснабжающей компании ОАО «Львовгаз» (5000 сотрудников).
- 2007 — первый заместитель директора управляющей компании Украинская газовая финансово-консалтинговая группа, в составе которой было7 облгазов (Винницагаз, Ивано-Франковскгаз, Львовгаз, Закарпатгаз, Черновцыгаз, Черниговгаз, Волыньгаз);
- 2007—2011 — генеральный директор региональной газоснабжающей компании ОАО «Ивано-Франковскгаз» (3750 сотрудников).
- 2011—2012 — группа компаний «УкрЛендФарминг» и Avangardco IPL (17 000 сотрудников, изготовитель куриного яйца № 2 в мире, земельный портфель — 650 000 гектаров земли) — заместитель главы наблюдательного совета по вопросам энергетики, координатор строительства 2 самых крупных в Европе биогазовых заводов (20 МВт каждый, в Хмельницкой и Херсонской областях);
- 2012—2014 — народный депутат Украины 7-го созыва, избранный в одномандатном избирательном округе № 84 (Ивано-Франковская область).
- 2015 — по сегодня — профессор, Восточноевропейскийнациональный университет им.Леси Украинки, Луцк;
- 2017 — по сегодня — член совета по защите докторских диссертаций, Луцкий национальный политехнический университет;
- 2015 — по сегодня — профессор, Институт менеджмента, Тернопольский национальный экономический университет;
- 2015 — сентябрь 2018 — генеральный директор ЧАО “ВолыньОблЭнерго”.
- Сентябрь 2015 — декабрь 2018 — директор ЧП “Гарант Энерго”, компании – управителя арестованными активами Новояворовской (50 МВт) и Новороздольской (52 МВт) ТЭЦ;
- Январь 2019 — по сегодня — глава исполнительного совета, Киевский Институт Энергетических Исследований KERI (Kiev Energy Research Institute).

Внефракционный
Глава подкомитета.
Глава межфракционной группы «Відродження Держави».
Госслужащий первого ранга.
Беспартийный.
Общественная деятельность:
1996—2006 — один из основателей на Украине, президент Ивано-Франковского областного отделения международной студенческой организации " Форум Европейских Студентов ", AEGEE (www.aegee.org наиболее численная студенческая организация в Европе); организатор более 30 международных конференций, форумов на Украине и за границей);
2010—2012 — депутат Ивано-Франковского областного совета;
2015 — по сегодняшний день — Президент Федерации бокса Волынской области.
2018 — по сегодня – член комиссии по развитию женского бокса, Международная Боксёрская Ассоциация AIBA.

## Семья
Женат. Супруга — врач-стоматолог, кандидат медицинских наук.
Двое детей: сын (2003 г. р.) — школьник и дочь (2012 г. р.)